# Zasloužilý lékař Ukrajiny
Zasloužilý lékař Ukrajiny (ukrajinsky Заслужений лікар України) je státní vyznamenání Ukrajiny. Tento čestný titul je udílen prezidentem Ukrajiny v souladu se zákonem O státních vyznamenáních Ukrajiny. Podle nařízení o čestných titulech Ukrajiny ze dne 29. června 2001 se tento titul udílí doktorům za významné úspěchy v lékařské praxi či za školení vysoce kvalifikovaného zdravotnického personálu. Ocenění tímto titulem musí mít vysokoškolské vzdělání.

## Historie
Tento čestný titul byl založen sovětskou vládou v souladu s výnosem prezidia Nejvyšší rady Sovětského svazu O čestných titulech ze dne 26. září 1944 pod názvem Zasloužilý lékař Ukrajinské SSR. Tento titul byl udílen lékařům pracujícím v nemocnicích, ambulancích, porodnicích, klinikách, léčebnách a v dalších zdravotnických zařízeních, kteří v oboru pracovali po dobu minimálně deseti let a ve své praxi v oboru zdravotní péče vynikali. K obnovení titulu pod názvem Zasloužilý doktor Ukrajiny je ocenění udíleno od vyhlášení nezávislosti Ukrajiny v roce 1991.